# Lori fada
El lori fada (Charmosyna pulchella) és una espècie d'ocell de la família dels psitàcids que habita el boscos de les muntanyes de Nova Guinea.